# Booth Island, Northwest Territories
Booth Island är en ö i Kanada.   Den ligger i territoriet Northwest Territories, i den norra delen av landet, 3 800 km nordväst om huvudstaden Ottawa. Arean är 14,5 kvadratkilometer.
Terrängen på Booth Island är platt. Öns högsta punkt är 48 meter över havet. Den sträcker sig 5,0 kilometer i nord-sydlig riktning, och 7,1 kilometer i öst-västlig riktning.